# Mestriago
Mestriago is een plaats (frazione) in de Italiaanse gemeente Commezzadura met 288 inwoners. Het is de plaats waar het gemeentebestuur zetelt.